# Hanaman Ferenc
Hanaman Ferenc (horvátul: Franjo Hanaman) (Drenóc, 1878. június 30. – Zágráb, 1941. január 23.) horvát feltaláló, mérnök és vegyész volt, aki vegyészmérnök, Dr. Just Sándorral közösen dolgozták ki a volfrámszálas izzólámpa szabadalmát.

## Élete
Franjo Hanaman a szlavóniaii Drenovci faluban született (akkori Horvát-Szlavóniai Királyság, Ausztria-Magyarország) horvát család, mint apa Gjuro Hanaman és Emilija Mandušić második gyermeke. Középiskoláit Zimonyban, főiskolai tanulmányait a bécsi Műegyetemen végezte. Rövid ipari tevékenység után a műegyetem analitikai-kémiai intézetében lett tanársegéd. Itt ismerkedett meg az ugyancsak tanársegéd Dr. Just Sándorral.
Just javaslatára a bécsi Schneider és Társa cégnél folytattak izzólámpa kutatásokat. Kísérleteik az izzószál anyagára vonatkoztak, hiszen az Edison szénszálas izzólámpája kevés fényt adott, és sokat fogyasztott. Különböző anyagokat vizsgáltak, így: bórnitrid, molibdén, volfrám, titán, urán stb. Végül a volfrámot és a molibdént tartották a legmegfelelőbbnek. Az őket foglalkoztató Schneider és Társa azonban nem méltányolta eredményeiket, ezért megváltak a cégtől, és Hohenegg professzort, a bécsi műegyetem elektrotechnikai intézetének vezetőjét kérték fel vizsgálataik véleményezésére. A professzor a kutatók megállapításait helyesnek találta, és javasolta, vegyék fel a kapcsolatot a Siemens és Halske céggel. A tárgyalások eredmény nélkül végződtek, mert a cég már elkötelezte magát a tantállámpák gyártása mellett. Hanaman 1904-ben egy cementgyárban vállalt munkát, de hamarosan létrejött a kapcsolat az Egyesült Villamossági Rt-vel, és mindketten a cég alkalmazásába léptek, mert 1904. december 13-án – szabadalmi leírásuk megjelenése napján – az Egyesült Villamossági Rt megvette tőlük a volfrámszálas izzólámpa kizárólagos gyártási és értékesítési jogát 10% licencdíj ellenében. A tömeggyártáshoz azonban még sok kísérletre volt szükség. 1904-ben sikerült fémvolfrámból izzószálat előállítani, azonban ezek törékenyek voltak, külön speciális tartókat kellett részükre kialakítani. A fémvolfrámot ekkor még gázban történő izzítással volfrám-hexakloridból nyerték, amelyet szénszálra vittek fel. Ezzel a módszerrel 30 V-nál magasabb feszültségű lámpát nem tudtak készíteni.

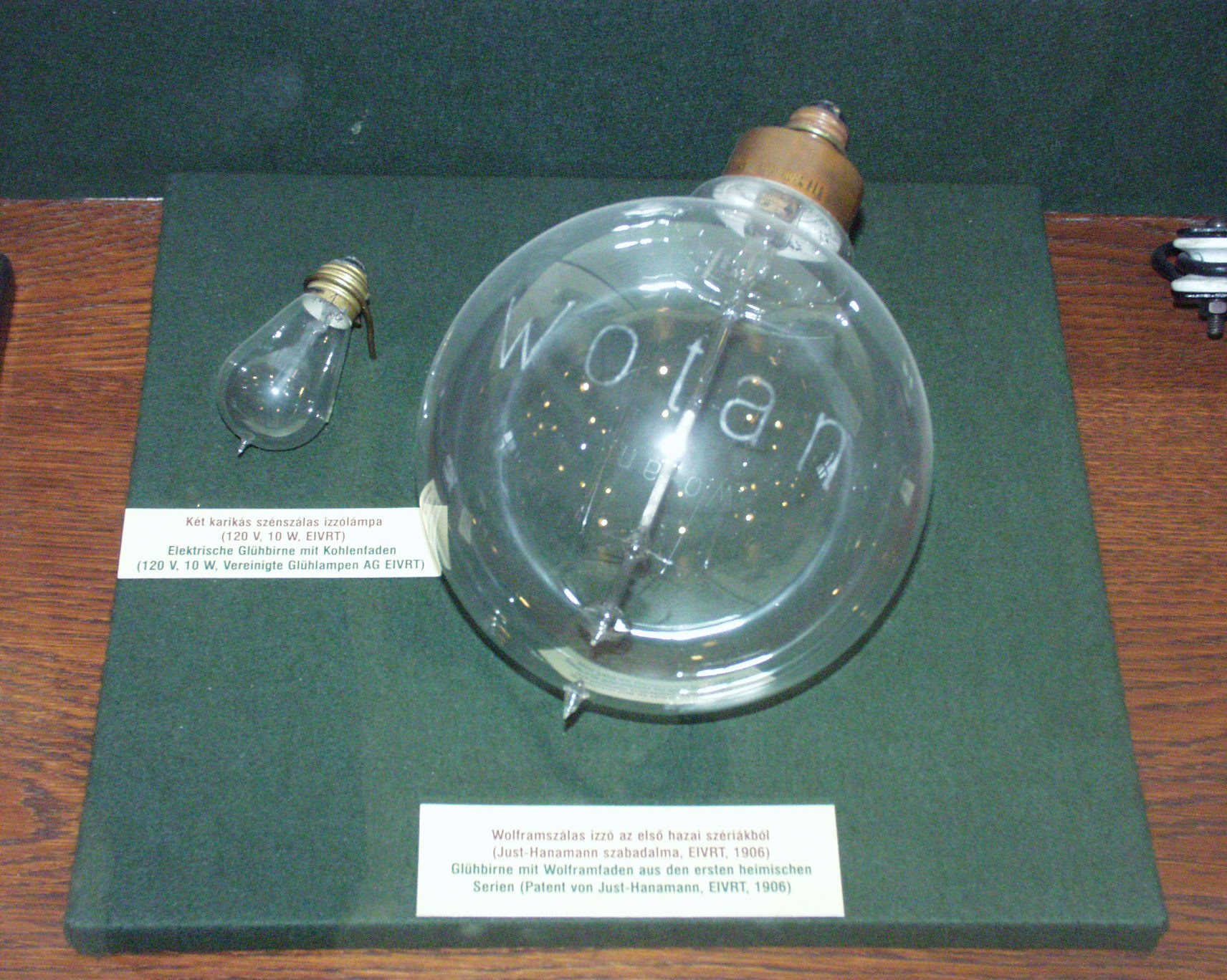
Jobbra egy Just–Hanaman-féle szabadalom alapján készült volframszálas izzólámpa 1906-ból

1906-ban új utat választottak. Függetlenítették a gyártást a szénszáltól. Az új eljárással por alakú, kötőanyaggal kevert alapanyagot préseléssel közvetlenül izzószállá alakították. Ezzel a módszerrel az izzószál nem volt törékeny, és sikerült 220 V feszültséggel működő lámpát előállítani. Az új eljárással készült, a korábbi lámpákhoz képest lényegesen fehérebb fényű, az ívlámpához hasonló fényű lámpák iránt rendkívül nagy volt az érdeklődés, ez a cégvezetést a termelés felfuttatására ösztönözte, és meghatározta a cég fő profilját. Ennek következményeként 1906. március 23-án a cég nevét Egyesült Izzólámpa és Villamossági Rt.-re változtatták. 1906. november 19-én az Egyesült Izzó Justtal, Hanamannal, valamint a bécsi pénzemberek bevonásával megalapította a Nemzetközi Wolframlámpa Rt.-t a volfrámlámpa hasznosítására. Ez a cég 13 országban szabadalmaztatta a találmányt. 1912-1914 között az Izzó megszerezte a Nemzetközi Wolframlámpa Rt. csaknem teljes tulajdonjogát, mivel a viszonya a feltalálókkal megromlott.
Hanaman 1909 elején az Egyesült Államokba távozott, majd rövid idő után visszatért Európába, és a Wolframlampen A.G. augsburgi cég műszaki tanácsadója lett, majd a berlini gyárban működött. 1911-1915 között a berlin-charlottenburgi egyetem vaskohászati intézetében vegyészként dolgozott, és 1913-ban doktorált. Az első világháború idején a bécsi Aerotechnisches Arsenal vezetője volt. Az Egyesült Izzó még egy kísérletet tett Hanaman alkalmazására, felismerve a további kutatások fontosságát egy új laboratórium létrehozását határozták el. Ennek vezetésére kérték fel 1918 tavaszán Hanamant, de mivel nem tudták elintézni a katonaság alóli mentesítését, ez csak terv maradt.
A háborút követő területi elcsatolások következtében Hanaman szülőföldje a megalakított horvát állam része lett. Hanaman a zágrábi motoripari vállalatnál kapott vezető beosztást, majd immár Franjo Hanaman néven a horvát főváros műegyetemén a szervetlen kémia és metallurgia rendes tanára lett. 1924-1925 között az egyetem rektora, később protektora lett. Elektrotechnikai kutatással már nem foglalkozott, tudományos munkái egyetemi szakterületéhez kapcsolódtak. Hanamant két nemzet vallja magáénak. 1941. január 23-án Zágrábban hunyt el.